# Hằng số Avogadro
Hằng số Avogadro (ký hiệu là NA hoặc L) là một hằng số tỉ lệ thuận liên hệ số hạt (thường là nguyên tử, phân tử hoặc ion) trong một mẫu với lượng chất trong mẫu đó. Trong hệ SI, hằng số Avogadro có đơn vị là nghịch đảo của mol và được xác định là NA = 6,022 140 76 × 1023 mol−1. Nó được đặt tên theo nhà khoa học người Ý Amedeo Avogadro.
Giá trị đại số của hằng số Avogadro là một đại lượng không thứ nguyên, được gọi là số Avogadro (ký hiệu là N hoặc N0) và bằng số hạt trong 1 mol chất (đơn vị đo lượng chất trong hệ đo lường quốc tế) hay bằng đúng 6,022 140 76 × 1023.
Giá trị của hằng số Avogadro được chọn sao cho khối lượng của một mol hợp chất (đơn vị gam) bằng khối lượng trung bình của một phân tử hợp chất đó về mặt số học (đơn vị dalton – đơn vị khối lượng nguyên tử); một dalton bằng 1/12 khối lượng của một nguyên tử cacbon-12 và gần bằng khối lượng của một nucleon (proton hoặc neutron). Chẳng hạn, khối lượng trung bình của một phân tử nước là khoảng 18,0153 dalton và một mol nước (N phân tử) nặng khoảng 18,0153 gam. Do đó, hằng số Avogadro NA là đại lượng tỉ lệ thuận giữa khối lượng mol của một chất và khối lượng trung bình của một phân tử, đồng thời số Avogadro cũng gần bằng số nucleon trong một gam vật chất.
Hằng số Avogadro còn có trong liên hệ giữa thể tích mol của một chất với thể tích trung bình do một trong những hạt cấu thành chất đó chiếm dụng về mặt lý thuyết khi cả hai đại lượng trên được đo cùng một đơn vị thể tích. Chẳng hạn, vì thể tích mol của nước ở điều kiện thường là khoảng 18 ml/mol nên thể tích mà một phân tử nước chiếm dụng là khoảng 18/6,022 × 10−23 ml, hay khoảng 30 Å3 (ångström khối). Đối với tinh thể, nó liên hệ thể tích mol của tinh thể đó (đo bằng ml/mol), thể tích của ô cơ sở lặp lại (đơn vị ml) và số phân tử trong ô cơ sở đó.
Có nhiều cách định nghĩa khác nhau về hằng số Avogadro trong lịch sử. Josef Loschmidt lần đầu tiên xác định giá trị gần đúng của nó vào năm 1865. Sau này, Jean Perrin định nghĩa nó là số nguyên tử trong 16 gam oxy. Tại hội nghị lần thứ 14 của Văn phòng Cân đo Quốc tế (BIPM), tái định nghĩa hằng số Avogadro là số nguyên tử trong 12 gam đồng vị cacbon-12 (12C). Trong mỗi trường hợp trên, mol được định nghĩa là đại lượng chỉ lượng chất chứa cùng số lượng nguyên tử với các mẫu tham khảo. Đặc biệt, đối với cacbon-12, một mol cacbon-12 đúng bằng 12 gam nguyên tố đó.
Các khái niệm trên cho thấy giá trị của số Avogadro phụ thuộc vào giá trị khối lượng (đo bằng gam) của một nguyên tử thuộc các nguyên tố trên thông qua thực nghiệm, nên trước đây người ta chỉ biết đến số Avogadro dưới dạng một số thập phân hữu hạn. Tuy vậy, tại hội nghị lần thứ 26, BIPM đã công bố định nghĩa mới về số Avogadro, mol và lượng chất. Theo đó, từ ngày 20 tháng 5 năm 2019, số Avogadro là số N = 6,022 140 76 × 1023 và mol là lượng chất được xét chứa N hạt thành phần của chất đó. Với khái niệm mới, khối lượng của một mol chất bất kỳ (gồm hydro, cacbon-12 và oxy-16) bằng N lần khối lượng trung bình của một hạt được xét trong chất đó − một đại lượng vật lý mà giá trị chính xác của nó phải xác định bằng thực nghiệm.

### Nguồn gốc

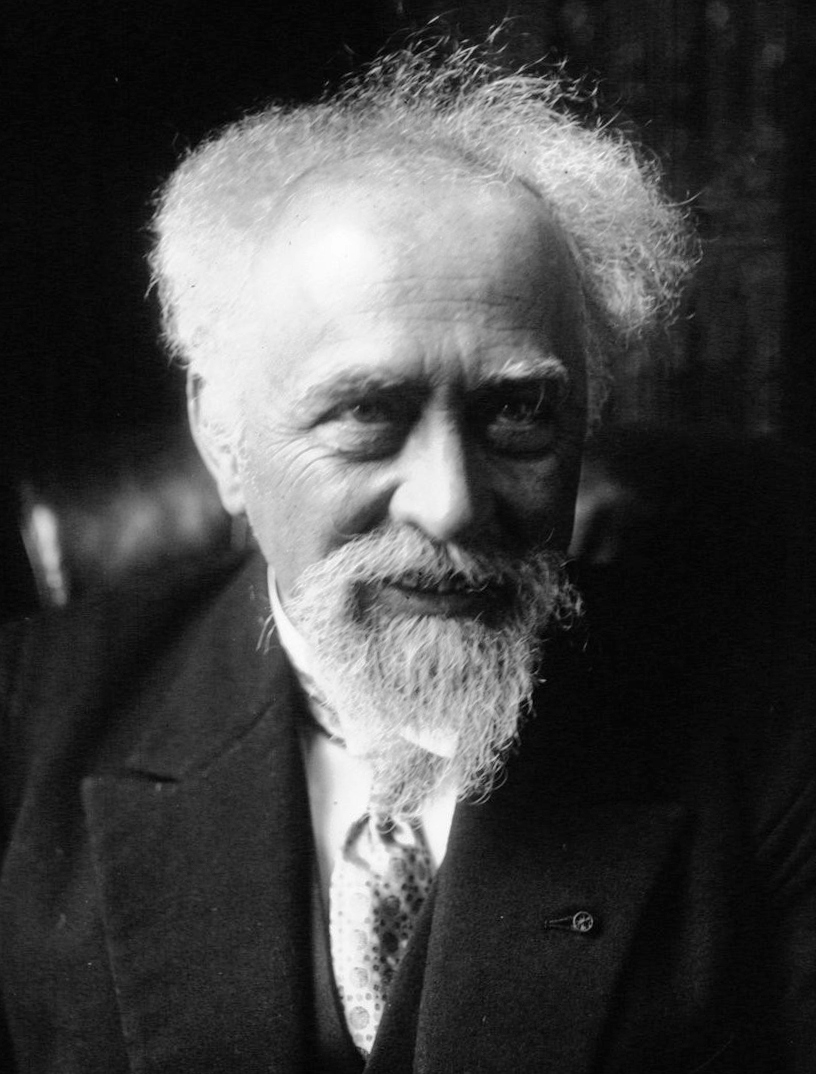
Jean Perrin năm 1926

### Những phép đo đầu tiên

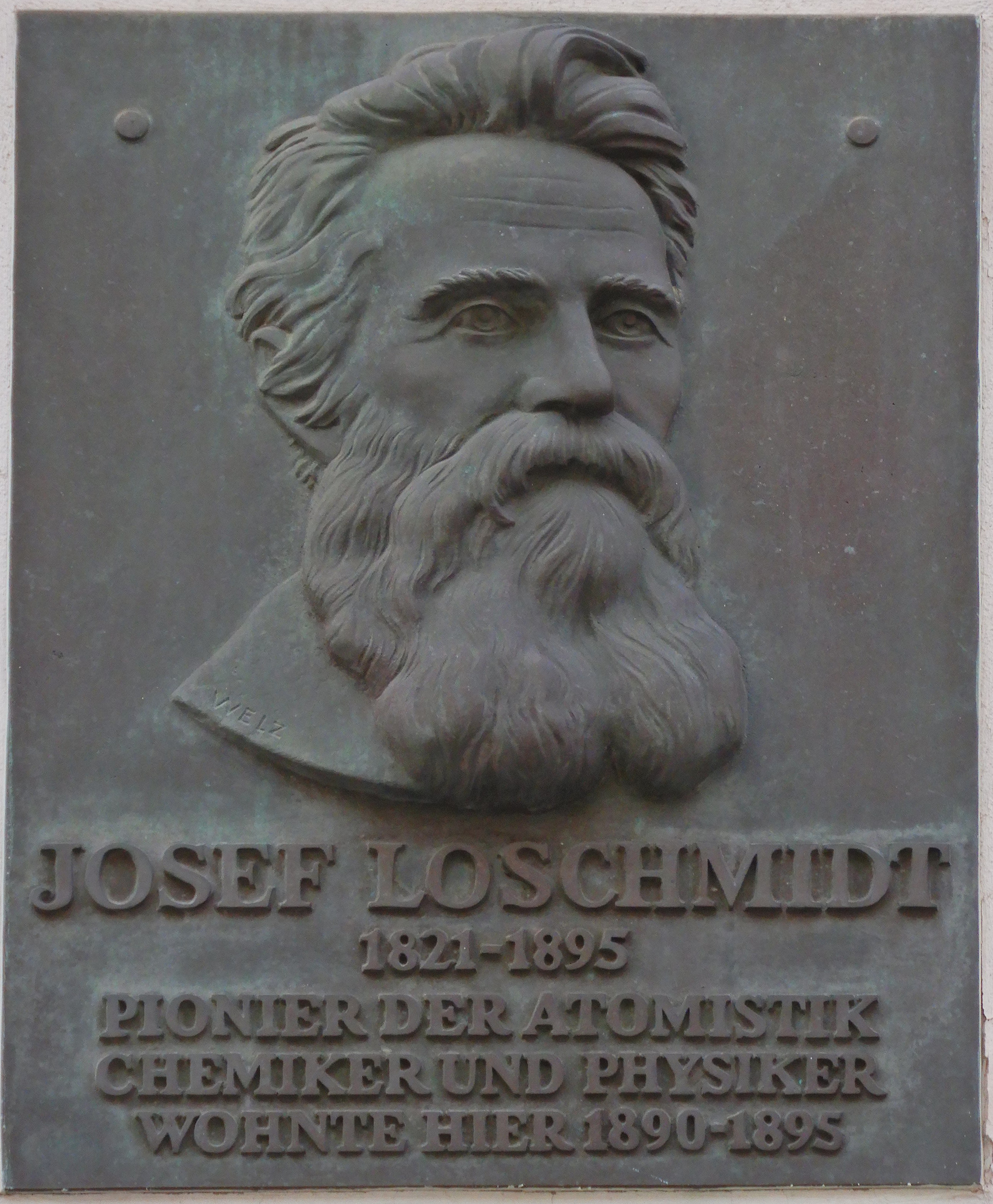
Josef Loschmidt

## Lịch sử